# Oscar Voet
Oscar Pelagia Voet (Antwerpen, 13 oktober 1894 - Merksem, 13 juli 1951) was een Belgische wielrenner. Voet was actief van 1912 tot 1940.

## Palmares
- 10e Brussel - Hoboken 1919
- 12e Groote Scheldeprijs 1922
- 23e Ronde Van België 1924
- 12e Groote Scheldeprijs 1924
- 13e Groote Scheldeprijs 1926
- 16e Omloop van Noord-België 1927
- 26e Omloop der Vlaamse Gewesten 1928
- 16e De Drie Zustersteden 1928
- 18e Schelde en Maasprijs 1929
- 20e Scheldeprijs Schoten 1933

## Resultaten in voornaamste wedstrijden
| Jaar | Ronde van Vlaanderen | Parijs-Roubaix |
| ---- | -------------------- | -------------- |
| 1921 | 7e                   | 43e            |
| 1927 | 41e                  |                |
| 1928 | 24e                  |                |
| 1929 | 28e                  |                |